# Эндо, Ватару
Ватару Эндо (яп. 遠藤 航; род. 9 февраля 1993, Иокогама) — японский футболист, полузащитник английского клуба «Ливерпуль» и капитан сборной Японии.

## Клубная карьера
Ватару Эндо начинал свою карьеру футболиста в японском клубе «Сёнан Бельмаре». 18 сентября 2010 года он дебютировал в Джей-лиге 1, выйдя в основном составе в домашнем поединке против «Кавасаки Фронтале». 4 декабря того же года, в заключительном туре чемпионата, Эндо забил свой первый гол на высшем уровне, сократив отставание в гостевой игре с «Альбирекс Ниигатой». «Сёнан Бельмаре» по итогам турнира покинул лигу, и следующие 2 года Ватару Эндо вместе с командой провёл в Джей-лиге 2. При этом он стал игроком основного состава и забивал до 7 мячей в лиге за сезон. 8 апреля 2012 года в домашнем матче с клубом «Матида Зельвия» Эндо сделал дубль.
С начала 2016 года Ватару Эндо стал футболистом команды «Урава Ред Даймондс».
В июле 2018 года Эндо перешёл в клуб чемпионата Бельгии «Сент-Трюйден».
13 августа 2019 года был отдан в аренду в немецкий «Штутгарт» до лета следующего года. 28 апреля 2020 года клуб выкупил игрока, активировав опцию. 26 ноября 2020 года Эндо продлил свой действующий контракт со «Штутгартом» на два года, до лета 2024 года.
18 августа 2023 года Эндо за 19 млн евро (16,2 млн фунтов) перешёл в английский «Ливерпуль», подписав с клубом четырёхлетний контракт. В Премьер-лиге дебютировал на следующий день в матче против «Борнмута», выйдя на замену во втором тайме. Свой первый гол за «Ливерпуль» забил 26 октября в матче группового этапа Лиги Европы УЕФА 2023/24 против французской «Тулузы».

## Карьера в сборной
2 августа 2015 года Ватару Эндо дебютировал за сборную Японии в матче против сборной КНДР, проходившем в рамках Кубка Восточной Азии по футболу 2015.
Ватару Эндо в составе олимпийской сборной Японии играл на футбольном турнире Олимпийских игр 2016 года в Рио-де-Жанейро. Он провёл все 3 матча своей сборной на этом соревновании в роли капитана команды.
Был включён в состав олимпийской сборной на Олимпиаду 2020.
Был включён в состав сборной на чемпионат мира 2022 в Катаре.
Был включён в состав сборной на Кубок Азии 2023 в Катаре.

## Достижения

### Командные
«Сëнан Бельмаре»
- Победитель Второго дивизиона Джей-лиги: 2014

«Урава Ред Даймондс»
- Обладатель Кубка Императора: 2018
- Победитель Лиги чемпионов АФК: 2016/17

«Ливерпуль»
- Чемпион Англии: 2024/25
- Обладатель Кубка Футбольной лиги: 2023/24